# Mường Thải
Mường Thải là một xã thuộc huyện Phù Yên, tỉnh Sơn La, Việt Nam.
Xã có diện tích 68,76 km², dân số năm 1999 là 2.821 người, mật độ dân số đạt 41 người/km².